# Giulio Panconcelli-Calzia
Giulio Panconcelli-Calzia, född 4 oktober 1878 i Rom, död 25 oktober 1966 i Hamburg, var en italiensk språkforskare.
Panconcelli-Calzia var från 1922 professor i Hamburg. Han grundade 1910 tillsammans med professorn i afrikanska språk Carl Meinhof det fonetiska laboratoriet i Hamburg. Tidigare var Panconcelli-Calzia lektor i italienska språket i Marburg och Giessen. Han var även utgivare av den experimentalfonetiska tidskriften Vox. Bland Panconcelli-Calzias arbeten märks Experimentelle Phonetik (1921) och Die experimentelle Phonetik in ihrer Anwendung auf die Sprachwissenschaft (2:a upplagan 1924).